# 阿耶古祖足球會
阿耶古祖足球會（西班牙語：Ayacucho Fútbol Club），前名英迪加斯（Inti Gas），是一支位于秘魯阿亚库乔足球會，現時於秘超作賽。球隊曾經歷多次改名，包括Aurora Miraflores、Olímpico San Luis、Olímpico Somos Peru、Olímpico Aurora Miraflores及Loreto等。他們2006年從秘甲升班，2008年以英迪加斯名義取得聯賽亞軍。